# Michael Caton
Michael Caton (Monto, 21 de julho de 1943) é um comediante, apresentador, dublador e ator australiano de televisão, teatro e cinema. 

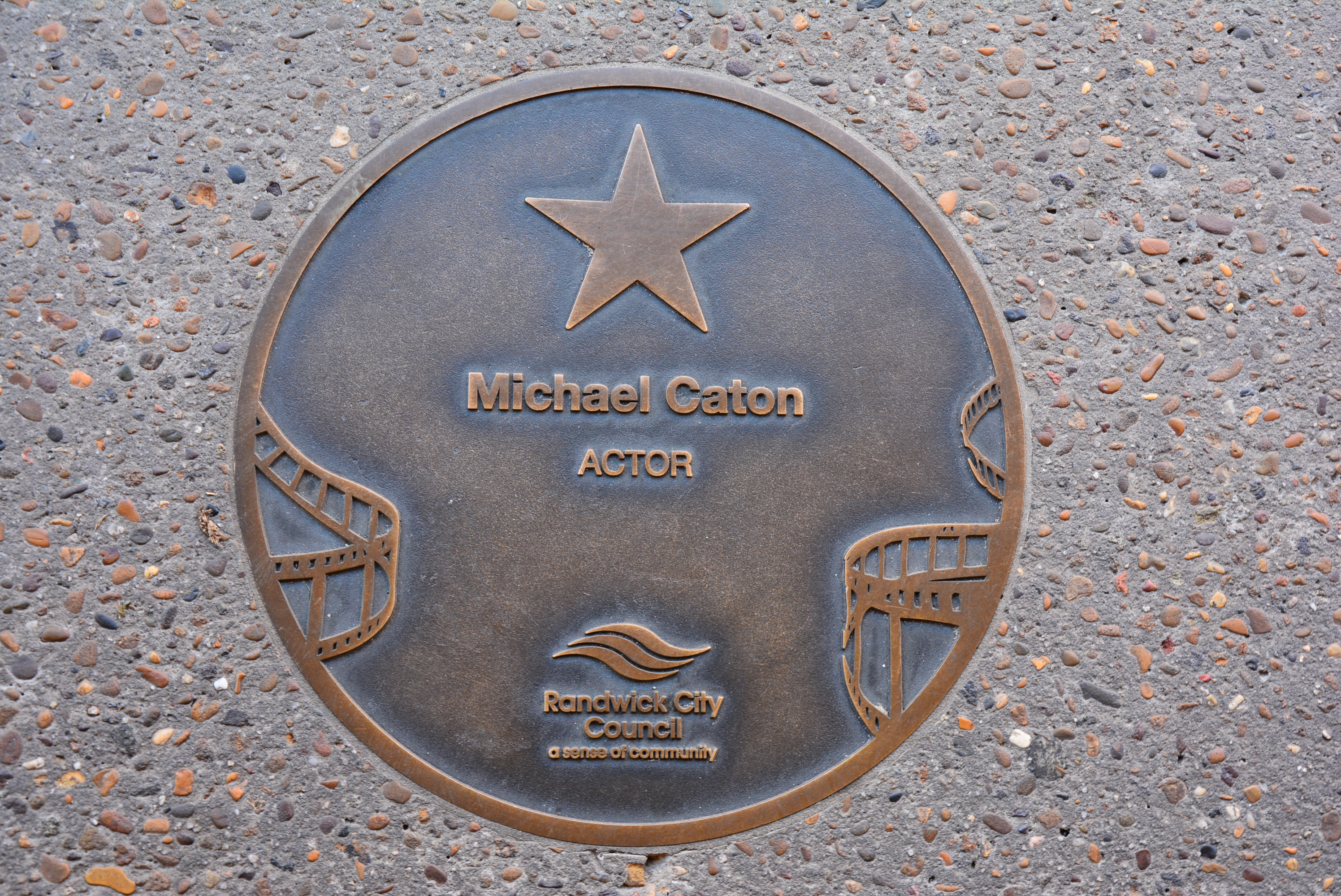
Estrela de Michael Caton na Calçada da Fama do Cinema Australiano